# Студзінський Андрій Сергійович
Андрі́й Сергі́йович Студзі́нський — полковник Збройних Сил України.

## З життєпису
Станом на лютий 2019 року — начальник 482-го конструкторсько-технологічного центру А2070. 
ЗМІ закидають полковнику нецільове використання коштів з держбюджету

## Нагороди та вшанування
- Указом Президента України № 878/2019 від 4 грудня 2019 року за особисті заслуги у зміцненні обороноздатності Української держави, мужність і самовіддані дії, виявлені у захисті державного суверенітету та територіальної цілісності України, зразкове виконання військового обов'язку нагороджений орденом Данила Галицького[2].